# Vallesaccarda
Vallesaccarda – miejscowość i gmina we Włoszech, w regionie Kampania, w prowincji Avellino.
Według danych na 1 stycznia 2022 roku gminę zamieszkiwały 1242 osoby (606 mężczyzn i 636 kobiet).